# ブラインド・マッサージ
『ブラインド・マッサージ』（原題：推拿）は、2014年に製作された中国・フランスの合作映画。原作は畢飛宇の同名の長編小説。

## ストーリー
南京のマッサージ院では多くの若い視覚障害者が働いている。
シャオマーは幼い頃の交通事故で視力を失い、いつか回復するだろうと言われながら、かつて絶望感から自殺未遂を図った過去を持つ。
院長のシャーは結婚を夢見て見合いを繰り返すが、健常者との見合いでは断られ、マッサージ師として働く美人という噂のドゥ・ホンに、美が何か分からないまま執着していく。
そのドゥ・ホンは、美しいと言われてもそこに意味や価値を見い出せず、苛立ちを憶えている。
そんな職場に、シャー院長の幼馴染みのワンとコンが駆け落ちしてやってくるが、恋人同士の二人が仲間に加わることで、職場内に波風が立ってくる。
シャオマーがコンに恋心を抱いて接近し、その想いと欲望を見かねた同僚がシャオマーを風俗店に連れていくが、今度はそこで出会った風俗嬢マンに惚れ込んで、二人はやがていい仲になっていく。
ワンには借金で追われる弟がいて、取り立て屋から脅されるが、金で話を付けるのではなく、目の前で自らの体を包丁で傷つけ、その凄みで取り立て屋を追い払ってしまう。
ある日、マンの元を訪れたシャオマーが、マンの客と大喧嘩になりケガを負う。だがその諍いの後に、今まで何も見えなかった目に、わずかな光と物の動きが感じられるようになる。
そしてシャオマーとマンは二人して姿を消してしまう。
またドゥ・ホンもドアに手を挟んで大ケガをしたことから、職場を去る。
やがてシャー院長が吐血し営業をやめたことで、ワンとコンは故郷に帰り、みな職場を去りそれぞれの道に散った。
シャオマーは、寂れた町の片隅で治療院を開き、マンと共に穏やかに暮らしている。

## キャスト
- シャオマー 役：ホアン・シュエン
- シャー・フーミン 役：チン・ハオ
- ワン 役：グオ・シャオトン
- ドゥ・ホン 役：メイ・ティン

## 受賞
- 第64回ベルリン国際映画祭銀熊賞 (芸術貢献賞) ツアン・チアン
- 第51回台湾金馬奨最優秀作品賞
- 第9回アジア・フィルム・アワード作品賞